# Reitter Ferenc-díj (Belváros-Lipótváros önkormányzata)
A Reitter Ferenc-díjat a budapesti V. kerületi önkormányzat hozta létre 2001-ben, és az V. kerület építészeti arculatának kialakításában, az épített környezet védelmében kiemelkedő tevékenységet folytató személyek és közösségek elismeréseként adja.

## Odaítélése
A kerületi Önkormányzat Városfejlesztési, Műemlékvédelmi és Környezetvédelmi Bizottsága alapította a díjat, és ugyanez a bizottság is ítéli oda minden évben. Célja, hogy díjazza azokat a személyeket, akik érdemben tettek a helyi értékekért, ezért az V. kerület építészeti arculatának kialakításában, az épített környezet védelmében kiemelkedő tevékenységet folytató személyek és közösségek elismeréseként adja.
A díjat évente egyszer, kezdetben a Lipót Napok keretében és legfeljebb három jelöltnek adták. A jelöltek lehettek magánszeméylek vagy közösségek. Később az átadás dátuma november 1-re módosult, 2015 óta pedig a díjat évente csak egy személy, vagy közösség kaphatja, s átadására október 23-án kerül sor. A díjazással pénzjutalom is jár, melynek összegéről évente dönt a bizottság.
A díjat egy emlékplakett és egy oklevél testesíti meg.

## Díjazottak
Az önkormányzat nem hozza nyilvánosságra a díjazottak nevét és az elismerés okát a honlapján, ezért csak egyéb forrásokból, töredékesen, néhol az odaítélés indoklása nélkül lehetett összeállítani a díjazottak itt olvasható listáját.
- 2019[3]
  - Galina Zoltán és a BZS50 műterem az elmúlt 10 év építészeti és örökségvédelmi tevékenységéért az V. kerületben
- 2017[4]
  - A Belvárosi ferences templom közössége, a "zöldudvar" létrehozásáért
- 2015[5]
  - FUGA Budapesti Építészeti Központ
- 2014:[6]
  - Szmodits Júlia, az Ybl Miklós Egyesület elnöke
- 2013: az Eiffel Palace tervezői[7]
  - Gelesz András az épület építészeti tervezője
  - Baliga Kornél a homlokzat tervezője
  - Kelecsényi Gergely a homlokzat kivitelezésének vezetője
- 2011[8]
  - Nagy Csaba és Golda János építészek
- 2010
  - Hild György a Vadász utca 33. tetőtérbeépítésével[9]
  - Kovács Csaba és Ásztai Bálint
- 2009[10]
  - Koszorú Lajos több évtizedes településrendezési és területrendezési munkásságáért
  - Michaletzky Gábor a Reáltanoda utca 7. szám alatti Eötvös József Gimnázium átalakításának és bővítésének tervezéséért
  - Wild László a Duna-part, a Váci utca és a Kristóf tér, illetve a Vörösmarty tér megújításáért
- 2008:[11]
  - Egyed László a Belváros megújuló városképének és közterületeinek formálásáért
  - Rőczei György homlokzatrekonstrukciókért
  - Szczuka Attila pedig a Belváros-Lipótvárosi Egészségügyi Szolgáltatóház és Szakorvosi Rendelő tervezéséért
- 2007[12]
  - Simon Ferenc építész
  - Ghyczy Emil építész
  - Végh Aladár építész
- 2005[13]
  - Vízy László festőművész, ny. műemléki felügyelő